# وزارة عاطف عبيد
وزارة عاطف عبيد هي الوزارة الثالثة عشر بعد المائة في تاريخ مصر. كُلف عاطف عبيد بتشكيل الوزارة في 6 أكتوبر 1999، وصدر قرار تشكيل الوزارة في 10 أكتوبر 1999، فيما أدت الوزارة اليمين الدستورية في 11 أكتوبر 1999، واستمرت الوزارة حتى قدمت استقالتها في 9 يوليو 2004.

## قرارات التعيين
| الوزارة                                               | الوزير                   |
| ----------------------------------------------------- | ------------------------ |
| رئيس مجلس الوزراء                                     | عاطف عبيد                |
| نائب رئيس مجلس الوزراء ووزير الزراعة واستصلاح الأراضي | يوسف والي                |
| الدفاع والإنتاج الحربي                                | محمد حسين طنطاوي         |
| الداخلية                                              | حبيب العادلي             |
| الخارجية                                              | عمرو موسى                |
| المالية                                               | مدحت حسانين              |
| الاقتصاد والتجارة الخارجية                            | يوسف بطرس غالي           |
| الأوقاف                                               | محمود حمدي زقزوق         |
| الاتصالات والمعلومات                                  | أحمد نظيف                |
| الثقافة                                               | فاروق حسني               |
| الإعلام                                               | صفوت الشريف              |
| التربية والتعليم                                      | حسين كامل بهاء الدين     |
| التعليم العالي والدولة للبحث العلمي                   | مفيد شهاب                |
| القوى العاملة والهجرة                                 | أحمد العماوي             |
| التأمينات والشؤون الاجتماعية                          | أمينة الجندي             |
| السياحة                                               | ممدوح البلتاجي           |
| الأشغال العامة والموارد المائية                       | محمود عبد الحليم أبو زيد |
| الكهرباء والطاقة                                      | علي الصعيدي              |
| الصناعة والتنمية التكنولوجية                          | مصطفى الرفاعي            |
| التخطيط والدولة للتعاون الدولي                        | أحمد الدرش               |
| العدل                                                 | فاروق سيف النصر          |
| قطاع الأعمال العام                                    | مختار خطاب               |
| التموين والتجارة الداخلية                             | حسن علي خضر              |
| النقل                                                 | إبراهيم الدميري          |
| الصحة والسكان                                         | إسماعيل سلام             |
| الإسكان والمرافق والمجتمعات العمرانية                 | محمد إبراهيم سليمان      |
| البترول                                               | سامح فهمي                |
| الشباب                                                | علي الدين هلال           |
| الدولة للإنتاج الحربي                                 | سيد مشعل                 |
| الدولة لشئون البيئة                                   | نادية مكرم عبيد          |
| الدولة للتنمية المحلية                                | مصطفى عبد القادر         |
| الدولة لشئون مجلسي الشعب والشورى                      | كمال الشاذلي             |
| الدولة للتنمية الإدارية                               | محمد زكي أبو عامر        |

## تعديلات
- في مايو 2001:
  - تعيين أحمد ماهر وزيراً للخارجية إثر انتقال سلفه عمرو موسى إلى الأمانة العامة لجامعة الدول العربية.[6]
- في 21 نوفمبر 2001:
  - تعيين يوسف بطرس غالى في منصب وزير التجارة الخارجية بعد إلغاء وزارة الاقتصاد التي كان يتولاها.
  - تعيين علي فهمي الصعيدي وزيرا للصناعة والتنمية التكنولوجية.
  - تعيين حسن أحمد يونس وزيراً للكهرباء.
  - تعيين عثمان محمد عثمان وزيراً للتخطيط.
  - تعيين فايزة أبو النجا وزيرة دولة للشؤون الخارجية.
  - تعيين ممدوح رياض تادرس وزيراً للبيئة.
  - ضم وزارة التعاون الدولي لوزارة الخارجية.[6][7][8]
- في 12 مارس 2002:
  - تعيين محمد عوض تاج الدين وزيراً للصحة.
  - تعيين أحمد شفيق وزيراً للطيران المدني.
  - تعيين حمدي الشايب وزيراً للنقل.[9]